# Sten Åke Lindholm
Sten Åke Lindholm, född 10 december 1940, är en svensk företagsledare. Lindholm grundade Biltema och var dess verkställande direktör fram till 1999. Han är fortfarande företagets enda ägare. Han är sedan flera år bosatt i Schweiz.
Lindholm arbetade i början av 1960-talet som armétekniker inom försvaret i Linköping och fick idén att 1963  starta Biltema när han såg de höga priserna på reservdelar. Inledningsvis sålde han bildelar via postorder.